# Centro de Artes Visuales Carpenter
El Centro de Artes Visuales Carpenter es un edificio de Le Corbusier finalizado en 1963 en la Universidad de Harvard, situada en el estado de Massachusetts (Estados Unidos).
Es el único edificio del arquitecto construido en Estados Unidos y, junto con la casa Curutchet en Argentina, su única obra construida en América.

## Comisión
A mediados de la década de 1950, la idea de crear un lugar para las artes visuales en Harvard comenzó a tomar forma. Se creó un nuevo departamento dedicado a las artes visuales y surgió la necesidad de un edificio para albergar el nuevo departamento. Se estableció un presupuesto de 1,3 millones de dólares y la propuesta se incluyó en un programa de recaudación de fondos de Harvard. El proyecto obtuvo de inmediato una respuesta del exalumno de Harvard Alfred St. Vrain Carpenter y su esposa Helen Bundy Carpenter. La pareja, cuyo hijo Harlow acababa de asistir a la Escuela de Graduados de Diseño de Harvard, donó 1,5 millones de dólares para el centro de diseño propuesto.
La donación impulsó el proyecto y el Comité para la Práctica de las Artes Visuales comenzó a buscar un arquitecto para emprender el proyecto. Originalmente, el comité había recomendado que el edificio fuera diseñado por "un arquitecto estadounidense de primer nivel" que estaría en compañía de Charles Bulfinch y Walter Gropius, entre otros. Sin embargo, José Luis Sert, que en ese momento era decano de la Escuela de Graduados de Diseño y presidente del comité, sugirió que se le pidiera a su amigo y anterior colaborador, Le Corbusier, que diseñara el edificio. Retrasado debido a conflictos de programación y pago, Le Corbusier finalmente aceptó e hizo su primera de dos visitas a Cambridge en 1959.

## Diseño y construcción
Después de mucho debate, se eligió un sitio entre las calles Quincy y Prescott, cumpliendo con la propuesta original para el edificio. El espacio asignado era bastante pequeño, por lo que el edificio terminado se presenta como una masa compacta, aproximadamente cilíndrica, dividida en dos por una rampa en forma de S en el tercer piso. El primer diseño de Le Corbusier mostraba una rampa mucho más pronunciada que separaba aún más las dos partes de la masa central. Sin embargo, el diseño inicial creó el problema de una alteración excesiva de la masa central. Este problema del auditorio se reconcilió mediante el uso de un efecto de molinete de modo que en el diseño finalmente ejecutado, las dos mitades se encuentran en un núcleo vertical que alberga un ascensor. La rampa de hormigón está en voladizo desde esta columna central y se encuentra encima de algunos pilotis. El rellano en la parte superior de la rampa está ubicado en el centro del edificio y conduce a varios estudios y espacios de exhibición vistos a través de ventanas y puertas de vidrio, que brindan vistas a las funciones de instrucción y exhibición del edificio sin interrumpir las actividades en curso.
El exterior del Carpenter Center se presenta de manera muy diferente desde diferentes ángulos. Desde Prescott Street, mirando hacia el espacio curvo del estudio, se pueden ver los brise soleil que se colocan perpendiculares a la dirección de la parte central de la rampa, haciendo que solo sus extremos estrechos sean visibles desde la calle. La vista de Quincy Street, sin embargo, revela ondulaciones en la curva exterior de este estudio, que interfieren con la curva del edificio menos que el brise soleil en el lado opuesto. En la rampa de la calle Quincy, justo antes de entrar al edificio, se ven rejillas de cuadrados y rectángulos de las ventanas, brise soleils y espacios de estudio, en lugar de las curvas de las dos mitades del edificio.

## Estilo
El edificio, que fue uno de los últimos finalizados durante la vida del arquitecto, recupera parte del repertorio de sus primeras obras, como los "brise soleil" —aunque esta vez acristalados para adaptarlos al clima de Massachusetts—, o la utilización de los "5 puntos" que definieron su estilo arquitectónico.«Carpenter Center for the Visual Arts, Cambridge, MA» (en inglés). Consultado el 6 de enero de 2011.